# The Last Castle (nuvelă)
The Last Castle - Ultimul Castel este o nuvelă științifico-fantastică a scriitorului american Jack Vance. Acesta a câștigat atât Premiul Hugo pentru cea mai bună nuvelă, cât și premiul Nebula pentru cea mai bună nuvelă.  Nuvela a apărut prima dată în numărul din aprilie 1966 al revistei Galaxy Science Fiction editată de Frederik Pohl.

## Rezumat
În viitorul îndepărtat, oamenii s-au răspândit în toată Galaxia. O mică elită de oameni s-au întors de pe Altair pe planeta lor mamă pentru a trăi în nouă castele elaborate, de înaltă tehnologie, ca aristocrați leneși. Sunt preocupați în primul rând de estetică, vremurile trecute și întrebări de onoare și etichetă. Diferite rase extraterestre înrobite oferă servicii tehnice („Meks”), transport („Păsări”), gospodărie („Țărani”) și servicii de distracție („Phanes”). Doar o mică minoritate de oameni duce o viață liberă în afara castelelor și sunt considerați barbari de către locuitorii castelului, deoarece efectuează o muncă manuală pentru a-și satisface propriile nevoi. 
După șapte secole de dezvoltare a unei societăți din ce în ce mai rafinate,  începe revolta Meks. Locuitorii unor castele fără apărare sunt uciși imediat, în timp ce locuitorii castelelor apărate consideră revolta doar o pacoste. Mulțumiți de sine, consideră că castelele lor de înaltă tehnologie sunt de neînvins. Să acționeze singuri în loc să planifice și să poruncească este ceva considerat ca o pierdere a demnității. Cu toate acestea, fără Meks, tehnologia castelelor nu poate fi menținută. Mai mult decât atât, Meks își folosesc cunoștințele interioare despre funcționarea castelelor pentru a asedia cu succes castelele rămase până când doar Castelul Hagedorn va rămâne în picioare. În timp ce majoritatea cetățenilor castelului își valorizează tradițiile și obiceiurile sociale pe care le consideră mai sus decât propria supraviețuire, totuși un gentleman, Xanten, trece peste aceste obiceiuri pentru a cerceta situația și a căuta aliați în afara castelului. În cele din urmă, acceptă chiar că poate învăța de la „barbarii” din afară și de la triburile care trăiesc liber. 
După o luptă scurtă și grea, Xanten și aliații săi câștigă. Concluzionând că umanitatea nu poate depinde de munca de sclavi, ei îl trimit pe toți Meks supraviețuitori înapoi pe planeta lor natală, Etamin 9 și se hotărăsc să-și producă bunurile prin propria forță de muncă în viitor. 

## Recepție
Când a revizuit antologia Nebula Award Stories Two, Algis Budrys a numit nuvela ca fiind excelentă.

## Premii
The Last Castle a câștigat premiul Nebula pentru cea mai bună nuvelă  în 1966  și premiul Hugo pentru cea mai bună nuvelă în 1967. A fost primul premiu Nebula și al doilea premiu Hugo pentru autor. 